# Phthonosema opisengys
Phthonosema opisengys är en fjärilsart som beskrevs av Eugen Wehrli 1941. Phthonosema opisengys ingår i släktet Phthonosema och familjen mätare. Inga underarter finns listade i Catalogue of Life.